# 另一个女人
《另一个女人》（英語：The Other Woman）是美国电视剧《迷失》第4季的第6集，也是全剧的第78集，于2008年3月6日通过美国广播公司在美国首播，还通过CTV电视网在加拿大首播。节目由执行制作人德鲁·高达和执行故事主编克里斯蒂娜·金编剧，埃里克·兰尼维尔执导。
这集的剧情从2004年12月24日开始，距海洋航空815号航班坠毁已经过了94天。新来岛上的丹尼尔·法拉第和夏洛特·路易斯闷声不响地离开航班幸存者的营地，前往达摩计划电子工作站“暴风雨”。剧集插入闪回镜头，茱莉叶·柏克（伊丽莎白·米切尔饰）发现，已经在岛上住了很久，身为“其他人”领袖的本杰明·莱纳斯（迈克尔·爱默生饰）爱上了她。
《迷失》的多条剧情主线都在《另一个女人》中得以推进，深入介绍茱莉叶的背景以及与他人的关系，同时对本季的几个新角色提供更多着笔，还有哈珀·斯坦霍普的首度亮相。暴风雨工作站对《迷失》中的神秘环节做进一步发展，特别是在第3季才开始出现的“清除”功能。
《另一个女人》吸引了约1500万美国观众收看，所获评价褒贬不一。《洛杉矶时报》、《娱乐周刊》和网站的评论中都认为这是第4季表现最差的一集，这一定程度上是因为其中部分剧情看来似乎是之前的剧集里“回收利用”的。还有批评认为剧情虽是围绕茱莉叶展开，但观众经过这集后更加了解的却是本。爱默生的演出所获好评也多于米切尔，不过米切尔因本集演出获得了土星奖肯定。正面评价则主要称赞剧集高潮戏段的动作场面。

## 剧情
本集以闪回镜头开场，展现茱莉叶·柏克之前在岛上的生活，她于2001年9月经“其他人”招募来到岛上。茱莉叶曾和其他人的一员，已经娶了治疗师哈珀·斯坦霍普（Harper Stanhope）的古德温有过一段婚外恋。哈珀发现后警告茱莉叶，其他人的领袖本杰明·莱纳斯也喜欢她，如果让他知道两人的外遇，古德温就会大祸临头。海洋航空815号航班坠毁后，本派古德温混入幸存的乘客中，但后者被安娜-露西亚·科特斯（米歇尔·罗德里格兹饰）发现后杀死。本曾于2004年10月邀请茱莉叶到自己屋里参加“晚餐聚会”，但这实际上是场私人约会。本带着茱莉叶去看古德温的尸体，她难过之下指控他是有意要让古德温死，本则回应称自己爱上了她。
2004年12月24日，距815航班坠毁已经过了3个月，当晚，从距岛不远的“卡哈纳号”（Kahana）货轮前来岛上的丹尼尔·法拉第（杰瑞米·戴维斯饰）和夏洛特·路易斯（丽贝卡·马德尔饰）离开815航班幸存者的海滩营地，前去寻找名为“暴风雨”的达摩计划电子工作站。茱莉叶和幸存者领袖傑克·謝潑德（馬修·福克斯）发现两人离开后开始追踪。哈珀在听到某种神秘的私语后找到茱莉叶，称丹尼尔和夏洛特打算在暴风雨工作站部署毒气，杀害岛上所有的人，还称本命令茱莉叶杀掉这两个外来者。经过长途跋涉的凯特·奥斯顿（伊万杰琳·莉莉饰）正好在早上回到海滩并遇见丹尼尔和夏洛特，不意之下还被夏洛特打晕。杰克和茱莉叶发现凯特后分头行事，茱莉叶独身继续前往工作站，杰克留下来照顾凯特。进入工作站后，茱莉叶发现丹尼尔身穿化学防护服站在一台计算机前。经过短暂的对峙，丹尼尔和夏洛特说服茱莉叶，两人没打算杀害任何人，而是要中和毒气，以防本决定再像12年前带领“其他人”清除达摩计划工作人员那样再度使用这些毒气。杰克赶到工作站，茱莉叶告诉他，这些货轮上的人来到岛上是为了对本开战，而且她担心最后本很可能会赢，杰克会有生命危险，因为本已经把她视为私有财产。听了这些，杰克毫不担心，反而吻了茱莉叶。
约翰·洛克（特瑞·欧奎恩饰）带着多名幸存者以及被俘的本到达兵营，本则试图同洛克谈判，期望能换取自由。据他所说，离岛不远的那艘船是德斯蒙德·休谟（亨利·伊安·库斯克饰）女友潘妮的父亲查尔斯·威德摩尔（阿兰·戴尔饰）所派，打算开发利用这座岛屿，还告诉洛克自己安插上船的间谍身份。获释后，本选择留在兵营。

## 制作

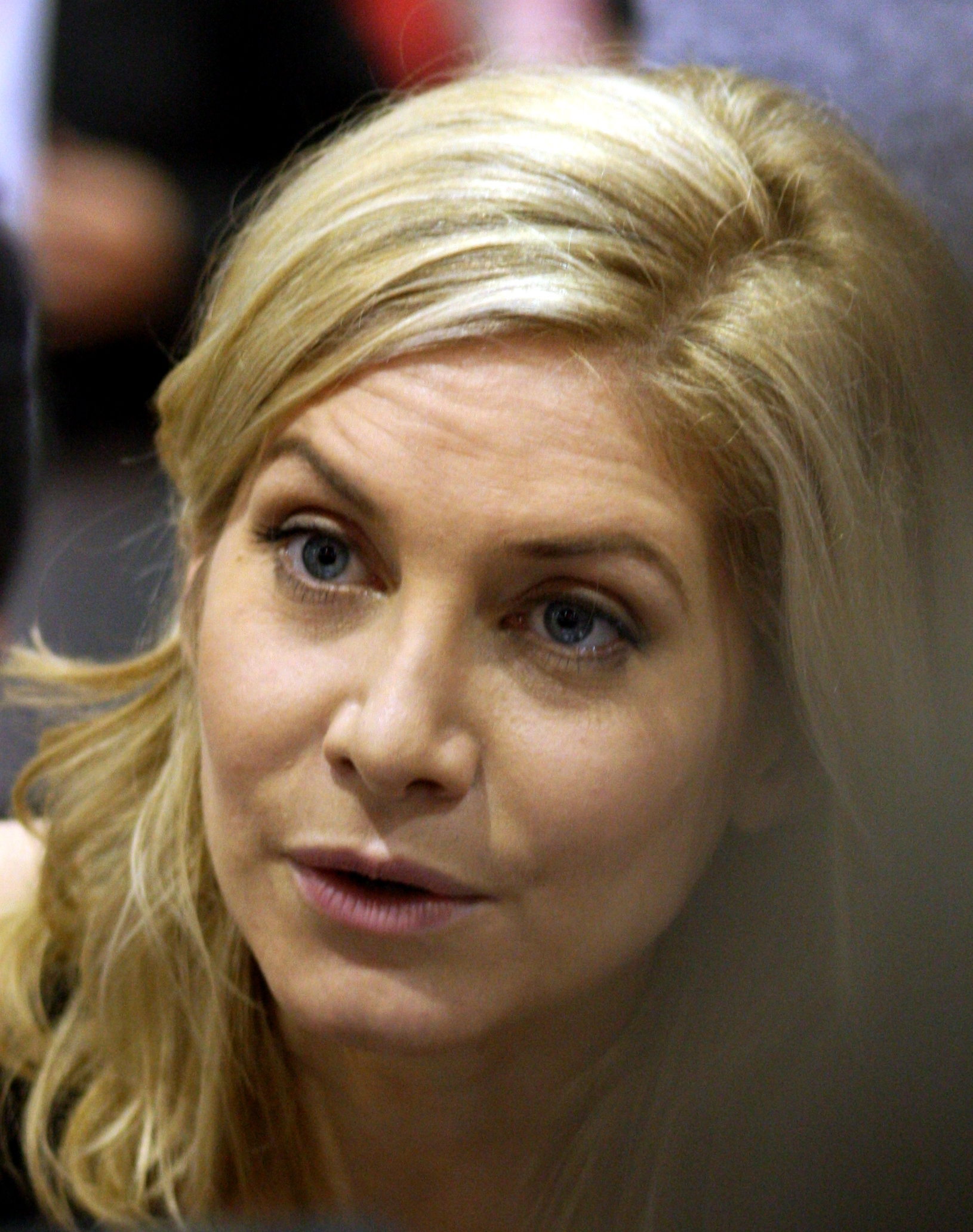
伊丽莎白·米切尔曾在本集首播前称：“记住，这里的节奏有些放缓，但里面有一些有关班的好东西。他会彻底把你吓蒙。”

伊丽莎白·米切尔在接受采访时表示，《另一个女人》让她对出演的人物有更全面的了解。在她看来，茱莉叶“所犯下的错误即便不是道德问题，也是可以从道德角度质疑的。但在这一切的背后，你会看到她也是个人，千方百计想要生存，让生活有意义。”米切尔还觉得，茱莉叶得知本爱上自己时应该不会太意外，但考虑到她刚刚发现古德温竟然会因此而死，“当时的情况一定让人毛骨悚然”。迈克尔·爱默生则认为，本向茱莉叶大喊“你是我的！”，这表明他其实很幼稚，仿佛“12岁男孩在向初恋情人发脾气。”米切尔还表示，参加这集演出期间，她有些被爱默生和马修·福克斯的精湛演技吓到，所以在情感方面倍感疲惫。
据执行制作人兼编剧亚当·霍罗威茨（Adam Horowitz）表示，为已有人物增加新的背景故事，令其变得更加立体，这一直都是很有趣的事，如果这个人物是茱莉叶，让大家可以通过知晓她的另一面来理解她现在的情况，这就更是太棒了。另一位执行制作人兼编剧爱德华·基齐斯（Edward Kitsis）则认为，“这集最意味深长的就是本看向茱莉叶的眼神……那一眼就让人明白，一切尽在不言中。”霍罗威茨还很喜欢丹尼尔等几个“货轮佬”出现后茱莉叶的剧情发展。基齐斯则称自己在这集中最喜欢的部分就是节目最后，休戈·「赫利」·瑞斯（乔治·加西亚饰）和詹姆斯·「索耶」·福特（乔什·哈洛威饰）发现本已通过谈判获释，但却选择留下来同他们共进晚餐。饰演夏洛特的丽贝卡·马德尔表示她对这集播出感到“非常激动”，觉得这集比上集《常量》（The Constant）还要好，虽然多份评论都认为《常量》是最优秀的《迷失》剧集之一。夏洛特在《另一个女人》中用枪管把凯特打晕后看着说不出话的丹尼尔问：“咋啦？” 马德尔觉得这段情节非常爆笑，称这是自己“职业生涯中登峰造极的瞬间”。
饰演哈珀的安德里亚·罗斯（Andrea Roth）在本集中首度亮相。哈珀一角的演员挑选工作在2007年10月上旬进行，根据当时的报导，这个角色“强硬、严肃、漂亮”的同时，也像大多治疗师所倾向的那样有些“过度的控制欲和强迫症。”罗斯与剧组签订的是常见角色合约，但哈珀在第4季接下来的剧集里再也没有出现过，众编剧此后一直表示，她总有再度出场的时候。米切尔、福克斯和罗斯参演的一场丛林戏直至2007年10月27日凌晨4点才完成摄制，拍摄过程中还采用了工业喷水器，米切尔觉得这是她出演《迷失》以来工作强度最大的一次。哈珀出现和消失的镜头都非常突然，导致部分剧迷推测这实际上是岛上的“黑烟怪物”作祟，但《迷失》的编剧们认为这纯属无稽之谈。
本集中的“暴风雨”工作站名称源自威廉·莎士比亚的同名戏剧，第2季中达摩计划“天鹅”工作站的防爆门地图上有暴风雨工作站的隐藏图层。编剧打算在第4季向观众揭示岛上的部分历史，所以决定在《另一个女人》中说明，本之前所用毒气是达摩计划工作人员储存起来用于对付敌对势力的。这集的拍摄工作于2007年10月11日开始，同月30日结束。
杰克和茱莉叶在《另一个女人》中第2次接吻，根据编剧们的设想，安娜-露西亚·科特斯（米歇尔·罗德里格兹饰）在第2季中被杀后，最可能和杰克成为情侣的就是茱莉叶。剧迷对安娜-露西亚表示反感，因此编剧之前没有针对她和杰克的情感方向继续发展。米切尔推测，茱莉叶一角的主要作用是在“本和其他人之间架起桥梁，并且在杰克和凯特的关系中增加更多曲折和戏点”。她认为茱莉叶是真心爱上杰克，但无法确定“对于她来说，对杰克的感情和不惜一切代价离开这个岛”到底哪个更重要。茱莉叶和杰克、凯特，以及索耶一定程度上形成“四角恋情”。米切尔感觉，杰克和茱莉叶的“关系非常成熟，两人看起来也的确尊重和喜欢彼此”；而索耶和凯特则更像“涉世未深的莽撞少年”。杰克和茱莉叶还得到互联网迷文化的追捧，两人的名字也被制成合成词“杰莉叶”。

## 反响

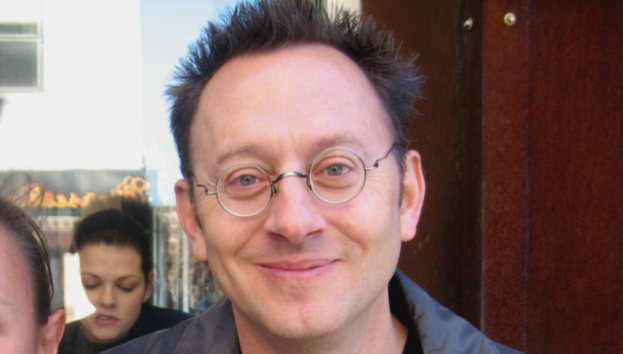
多位评论家认为，爱默生在本集中表现出色，掩盖了米切尔的光芒。

《另一个女人》通过美国广播公司在美国首播，首播期间及之后5小时里通过预录收看的美国观众共有1300.8万，在这周所有电视节目中排名第7。从尼尔森收视率调查来看，本集在18至49岁年龄段观众群中取得的收视率为5.4/13，这意味着全美所有该年龄段人群里有5.4%观看节目首播，而当时有看电视的该年龄段观众群中则有13%选择收看《另一个女人》。如果加上首播7天后观看预录的人数，则这集的美国观众人数会升至1493.3万。节目通过CTV电视网在加拿大首播期间吸引了143.9万观众，在该周排名第8。英国有110万人收看《另一个女人》，澳大利亚则有69.1万人，在播出当晚的电视剧中排第22位。
《娱乐周刊》、（意为“科幻”）频道、美国在线电视小队和网站都认为，本集的闪回剧情虽是以茱莉叶为中心，但却让观众对本有了更多的了解。杰夫·詹森（Jeff Jensen）在《娱乐周刊》撰文称赞爱默生的演出：“到了最后，这就是个关于本的故事，为了自保、为了让这个岛免遇敌人染指，他究竟能够做出什么样的事情来”。频道的丹·康波拉（Dan Compora）感叹：“我越是憎恨本，就越是发现迈克尔·爱默生是个多么出色的演员”。网站的奥斯卡·达尔（Oscar Dahl）称爱默生是演技之“神”，还称《另一个女人》“从表面上看是茱莉叶的剧情，（但）本的演出给我留下的印象却要深得多”。虽然光芒被爱默生掩盖，但伊丽莎白·米切尔却因本集演出而同出演福克斯电视台剧集《终结者外传》的萨摩·格拉并列获第34届土星奖最佳电视女配角奖。
多份评论认为《另一个女人》是《迷失》第4季中表现最差的剧集。《洛杉矶时报》的帕特里克·戴（Patrick Day）就持这一看法，不过他也指出，“《迷失》中即便是这样表现一般的剧集，也仍然比本季电视上的其它任何节目要强得多。”他觉得本集中“最令人心碎的一幕”是克莱尔·李特顿（艾蜜莉·迪瑞文饰）的出场镜头，因为这个镜头让他想起该角色在本季的剧情发展中基本上默默无闻。。网站的约翰·库比西克（John Kubicek）称《另一个女人》是“《迷失》第4季至今最糟的一集”，因为节目变成了“几个主要人物的情感纠葛，但大部分观众并不是因为这些而喜欢《迷失》。《娱乐周刊》的杰夫·詹森对本集评分为“–”（最高为），称其为“本季唯一如假包换的哑弹”。在他看来，剧情中虽然都有分支和细节，但却有些过于刻意。他对安德里亚·罗斯的客串演出也感觉一般，觉得人物出场过于做作，缺乏实际感。不过，《电视指南》的布鲁斯·弗里茨（Bruce Fretts）有不同看法，称赞罗斯的演出“令人毛骨悚然得恰到好处”。另外还有多份评论中对本集评价不佳。《芝加哥论坛报》的莫琳·瑞恩（Maureen Ryan）认为，这集的剧情似乎有些苍白，而且可以预料，里面的很多内容感觉都是将之前的剧集回收后再度使用。艾伦·塞平沃尔（Alan Sepinwall）在《明星纪事报》（The Star-Ledger）撰文称，第4季所有剧集中只有《鸡蛋镇》（Eggtown）的表现比这集更差；他还批评剧中没有介绍暴风雨工作站的原始用途，而且茱莉叶的闪回剧情过于冗长。
部分评论对《另一个女人》褒贬不一。《旧金山纪事报》的蒂姆·古德曼（Tim Goodman）表示自己“真的喜欢这集，但我更喜欢（之前的剧集）……看起来就像谁的脚虽然只有一小会儿没踩油门，但速度还是会明显降低”。詹姆斯·波尼沃兹克（James Poniewozik）在《时代》周刊发文，觉得剧中的闪回镜头既有好的方面，也有不足之处，但称赞节目中本的人物发展。妮琪·斯塔福德（Nikki Stafford）在《向导》（Wizard）杂志发文，称她虽然还是喜欢这很有趣的一集，但程度已经远远不及之前的剧集。她非常高兴能够看到自己“最喜欢的其他人”汤姆回归，还也称“洛克曾经是（我）最喜欢的角色之一，但现在他就是个傻冒。”数码间谍网站的本·劳森-琼斯（Ben Rawson-Jones）表示，《另一个女人》的结局还算圆满，剧情中的曲折和吻戏都在预料之中，但其中有很大一部分让人感到乏味。茱莉叶的人物气场还不够强，无法让观众保持专心地看完整段闪回剧情。她在本季中是如此边缘化而且无关紧要，感觉在这集里对她做进一步介绍只是为了证明她仍然是主要角色而做出象征性的表态。幸好最后有一点好的回报，观众可以看到她和杰克那令人期待已久的热吻。网站的丹尼尔（Daniel）对本集评分为“+”，不过他也在评论中称“本和洛克的镜头很棒，茱莉叶身穿比基尼的镜头也并不令人失望”。电视小队的艾琳·马特尔（Erin Martell）“对杰克和茱莉叶之间的化学反应不以为然”，两人的吻也“没有真情实感”。她称赞爱默生演技精湛，觉得结尾本获释后向赫利和索耶打招呼时的表现相当出彩。杰伊·格拉特菲尔特（Jay Glatfelter）在《赫芬顿邮报》发文称，《另一个女人》的表现没有达到上一集的高度，但在人物发展方面仍然有着坚实的表现。
当然，也有部分评论员给予本集好评。《新闻日报》（Newsday）的凡尔纳·盖伊（Verne Gay）认为这又是表现辉煌的一集，证明《迷失》作为电视上的最佳电视剧仍然在不断进步。频道的克里斯汀·多斯·桑托斯（Kristin Dos Santos）认为茱莉叶和夏洛特在暴风雨工作站的打斗场面“棒极了”，还建议饰演查尔斯·威德摩尔的阿兰·戴尔因经常出演这种“恶毒的长辈”而获“终身成就奖”。的克里斯·卡拉博特（Chris Carabott）给予本集的评分为8（最高10分），觉得这集表现优异，《迷失》中一向不缺的动作、悬念和刺激一个都不少，而且本和茱莉叶之间“恋情”的扭曲程度实在引人入胜。频道的丹·康波拉（Dan Compora）认为，《另一个女人》证明《迷失》的第4季仍然非常坚实……虽然剧情上存在少许不足，但演员们的精彩演出掩盖了这些问题。他还觉得工作站中茱莉叶和夏洛特的打斗场面值得一看，而且很喜欢本集的标题。